# Nhân trung
Nhân trung (tiếng Anh: philtrum hay medial cleft) là đường rãnh ở phía dưới mũi và phía trên bờ môi. Đây không phải bộ phận chỉ có ở người, nó còn xuất hiện ở nhiều loài động vật có vú khác như khỉ, hổ, chó, mèo.
Ở người và một số loài linh trưởng (như khỉ), nhân trung không thực sự có một tác dụng rõ ràng. Tuy vậy, ở chó mèo, nó lại hỗ trợ cho mũi đánh hơi tốt hơn.